# Umnak
Umnak ist eine Insel der Fox Islands, einer Inselgruppe in der Mitte der Aleuten, Alaska.

## Geographie
Umnak ist mit einer Landfläche von 1777 km² die drittgrößte Insel der Aleuten. Die langgezogene Insel erreicht in Nordost-Südwest-Richtung eine Länge von 134 km. Sie ist im Osten von Unalaska durch die Umnak Pass getrennt.
Auf der Insel befinden sich drei Schichtvulkane: Der Mount Okmok beherrscht den Nordosten, Mount Vsevidof und Mount Recheshnoi dominieren das Zentrum der Insel. Der Südwesten der Insel hingegen ist recht flach und von vielen Seen bedeckt.
Auf Umnak existieren acht Geysire.

Vulkane
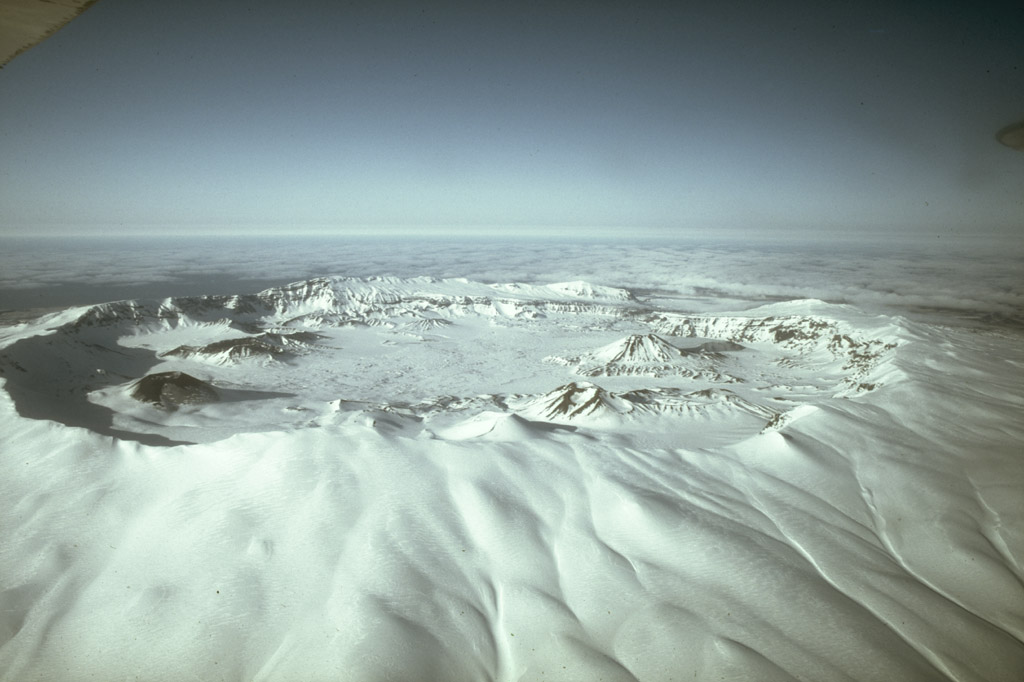
Mount Okmok
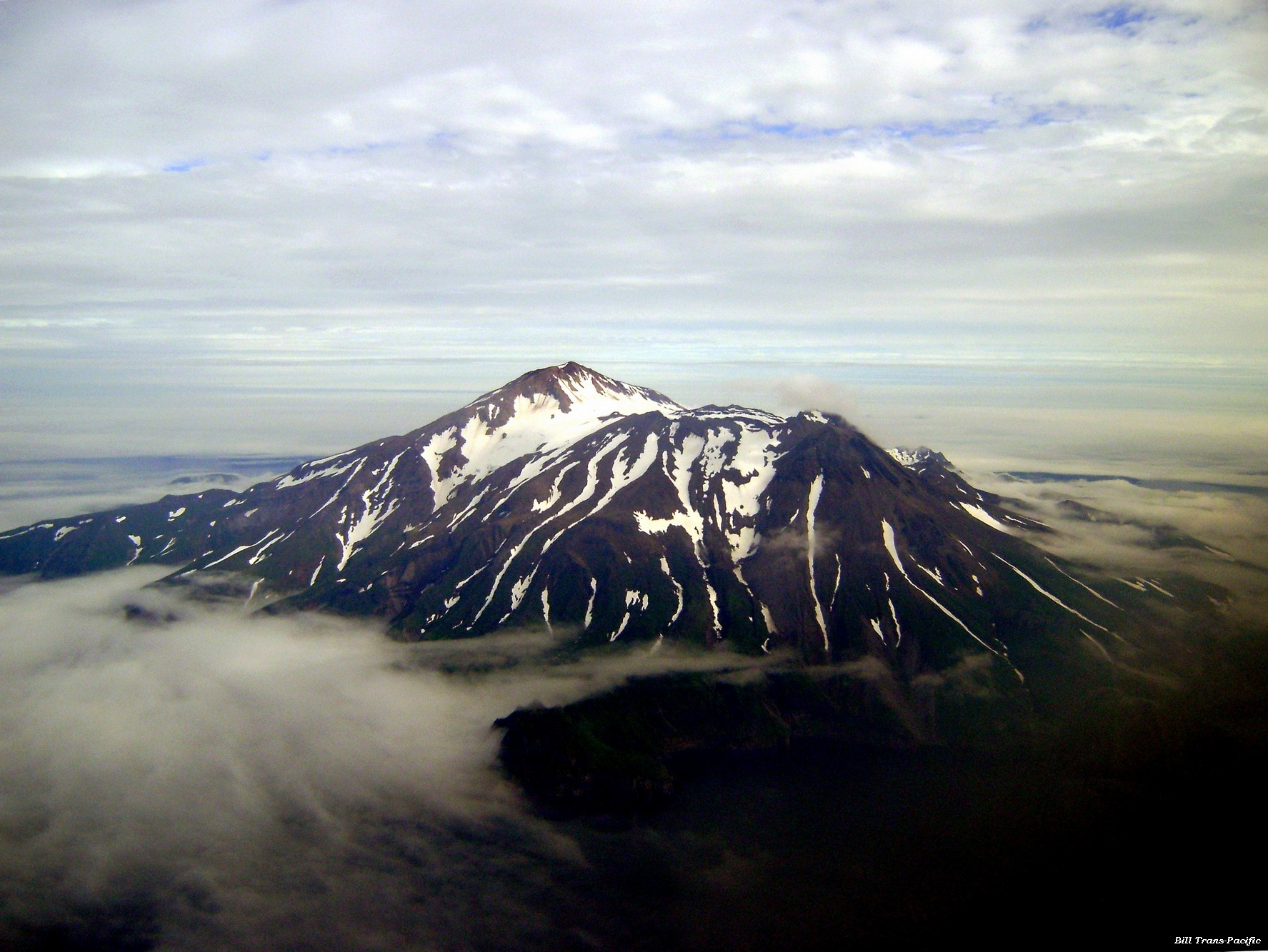
Mount Vsevidof
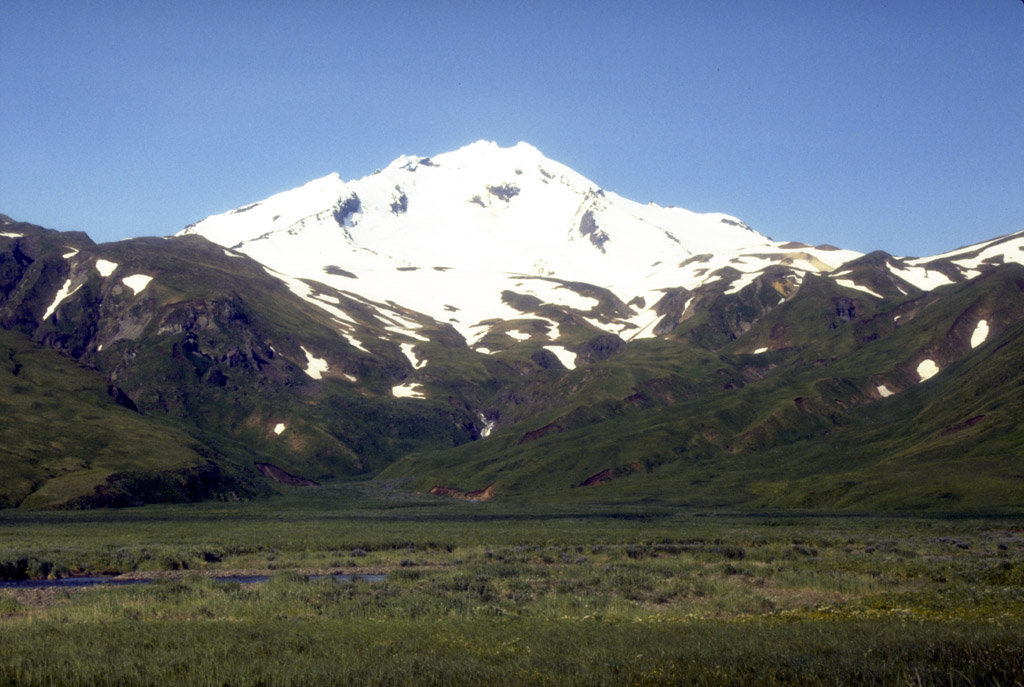
Mount Recheshnoi

## Bevölkerung
Die Bevölkerung der Insel umfasst 39 Einwohner (Volkszählung 2000), die in der einzigen Siedlung Nikolski leben. Der Flughafen, Nikolski Air Station (IATA-Code UNS), liegt östlich der Siedlung.

## Geschichte
Der Rückgang der Gletscher vor etwa 11.000 Jahren ließ im Südwesten viele Seen, wie den Chaluka Lake, den Elbow Lake, den Idaliuk Lake und den Salmon Lake entstehen und schuf gute Lebensbedingungen für die Aleuten. Anangula, eine kleine Insel in der Nikolski Bucht, wurde bereits vor etwa 8400 Jahren besiedelt und vermutlich nach einem heftigen Ausbruch des Mount Okmok vor etwa 8250 Jahren wieder aufgegeben. Im südwestlichen Teil von Umnak wurden Überreste vieler Siedlungen der Aleuten gefunden, die teilweise bis in unsere Zeit hinein bestanden haben. Sandy Beach wurde vermutlich nach der Aufgabe von Anangula besiedelt. Auch Idaliuk und Chaluka waren größere Siedlungen die mehrere Tausend Jahre bestanden.
Fort Glenn, ein früherer Militärstützpunkt an der Nordostküste der Insel, spielte im Zweiten Weltkrieg auf dem nordpazifischen Kriegsschauplatz eine bedeutende Rolle.